# William Warburton
William Warburton (Newark-on-Trent, 24 dicembre 1698 – Gloucester, 7 giugno 1779) è stato uno scrittore, critico letterario e vescovo anglicano inglese.
Fu vescovo di Gloucester dal 1759 fino alla sua morte.

## Biografia

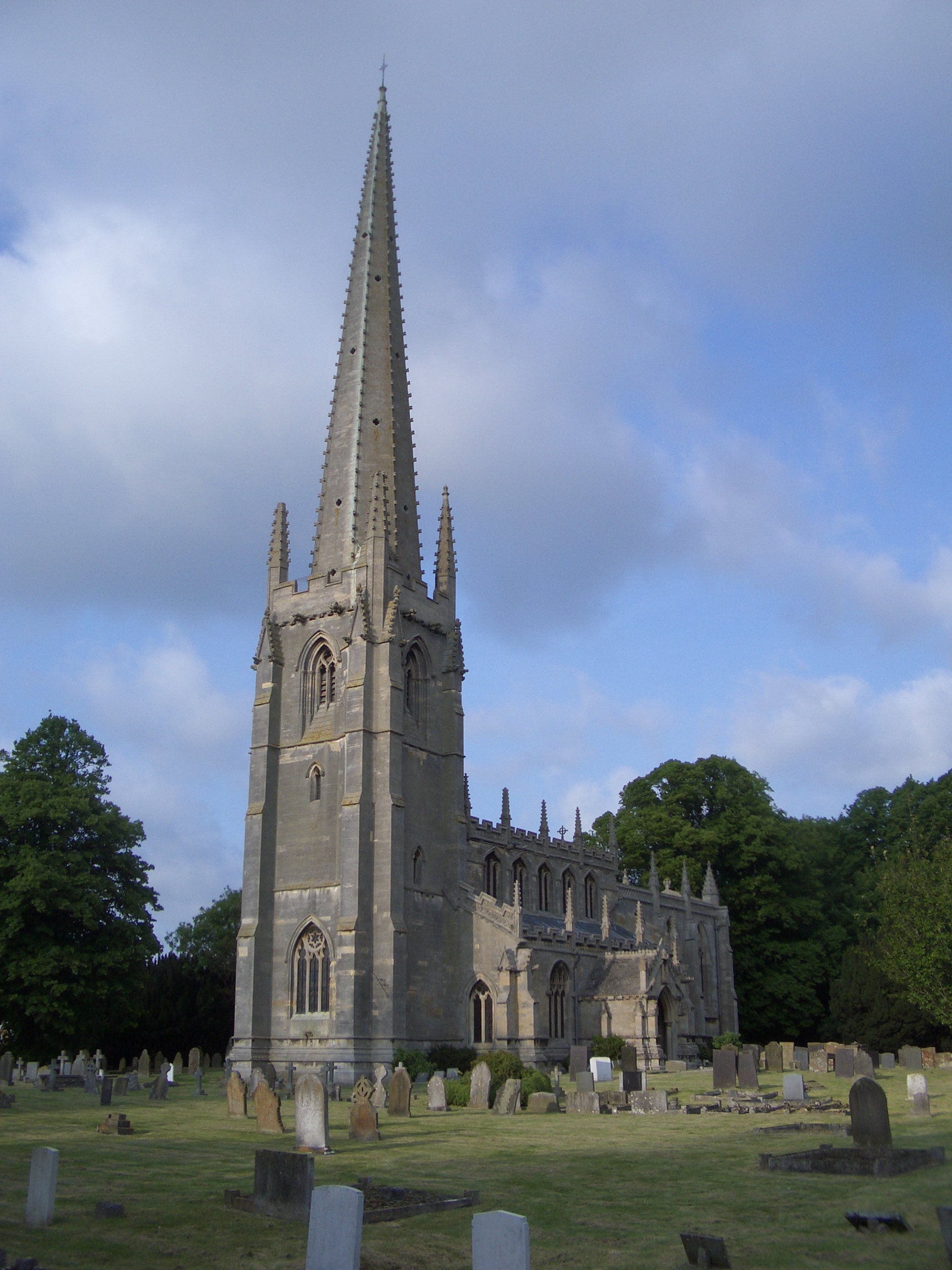
La chiesa di St Mary a Brant Broughton, di cui Warburton fu rettore del 1727

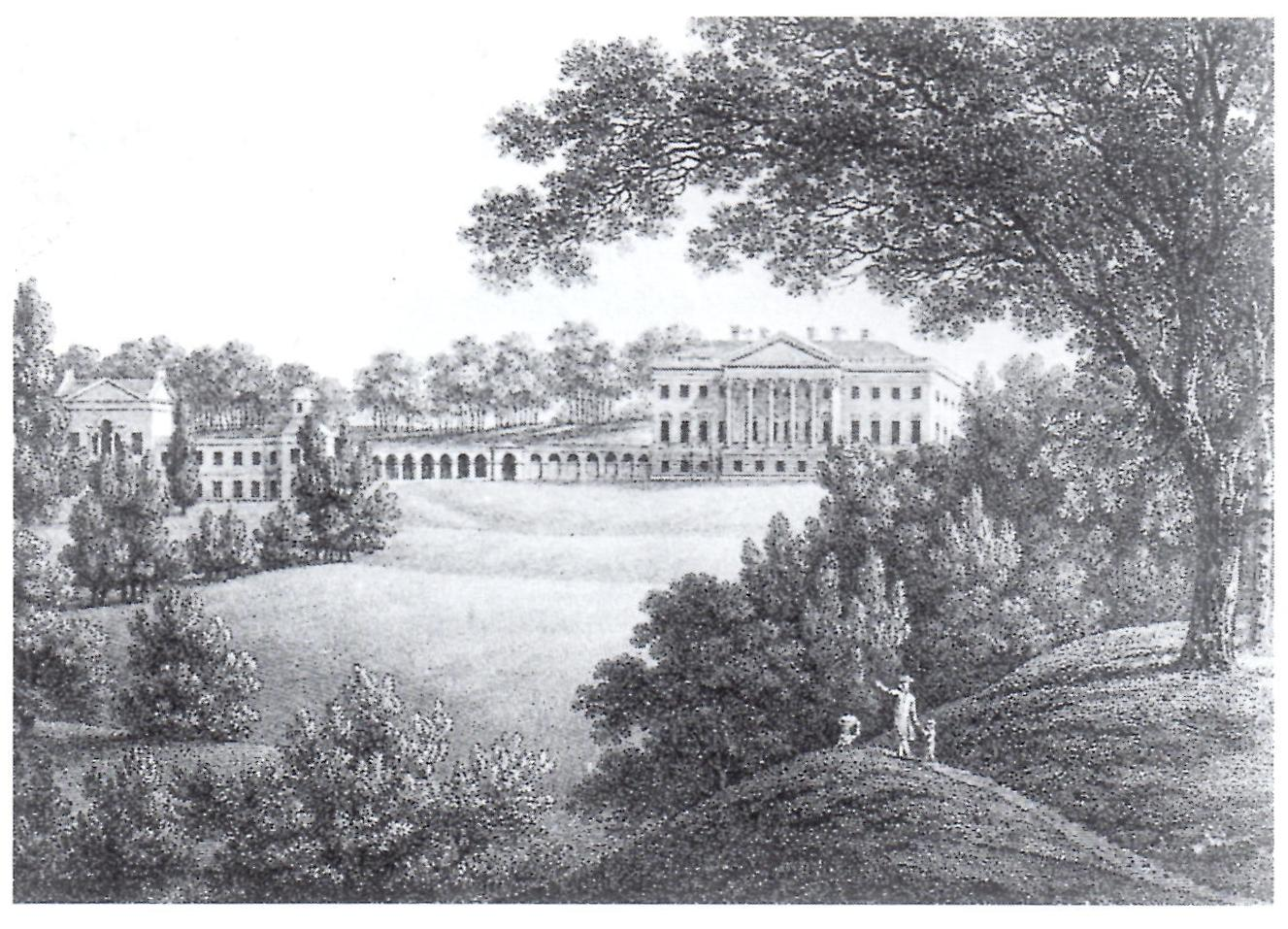
Prior Park, dimora di Warburton dal 1745

Warburton era nato nel Nottinghamshire, a Newark-on-Trent, dove il padre, George Warburton era un funzionario municipale (town clerk. Studiò a Oakham e Newark alle grammar school, e nel 1714 iniziò a lavorare con Mr Kirke, un legale, a East Markham. Nel 1719, tornò a Newark, dove iniziò la prarica legale come solicitor, ma, avendo studiato latino e greco, decise di cambiare e fu ordinato diacono dall'Arcivescovo di York nel 1723. Fu consacrato sacerdote nel 1726, e lo stesso anno iniziò a frequentare i circoli letterari a Londra.
Sir Robert Sutton assegnò a Warburton la piccola rendita di Greasley, nel Nottinghamshire, cambiata l'anno successivo con quella di Brant Broughton nel Lincolnshire. Fu inoltre rettore di Firsby dal 1730 al 1756, anche se non visse mai nel villaggio. Nel 1728 ebbe il onorario M.A. ad honorem dall'Università di Cambridge.
A Brant Broughton passò la sua vita per 18 anni nello studio, il cui primo risultato fu un trattato dal titolo Alliance between Church and State (1736). Il libro fece guadagnare a Warburton il favore della corte, e probabilmente non ebbe un immediato avanzamento solo a causa della morte della regina Carolina.
Una serie di articoli che difendevano gli scritti di Alexander Pope contro le accuse di eterodossia religiosa, gli procurarono l'amicizia del poeta, che contribuì notevolmente all'avanzamento sociale di Warburton. Pope lo presentò a William Murray, in seguito lord Mansfield, che gli ottenne l'incarico di predicatore a Lincoln's Inn nel 1746, e a Ralph Allen, che, secondo le parole di Dr Johnson, "gli diede la nipote e le proprietà, e, di conseguenza, il vescovato". Warburton sposò Gertrude Tucker, nel settembre del 1745, e da allora visse nelle proprietà di Allen a Prior Park, nel Gloucestershire, che finalmente ereditò nel 1764.
Divenne prebendario di Gloucester nel 1753, cappellano del re 1754, prebendario di Durham il 1755, Dean di Bristol nel 1757, e vescovo di Gloucester nel 1759.

## Opere letterarie
Dal 1727 Warburton aveva scritto annotazioni sui suoi contributi all'edizione curata da Lewis Theobald delle opere di Shakespeare,, che furono pubblicate con il titolo Critical and Philosophical Enquiry into the Causes of Miracles, e contribuì anonimamente con un pamphlet sulla giurisdizione della Court of Chancery, The Legal Judicature in Chancery stated (1727). Era la risposta a un altro pamphlet anonimo, scritto da Philip Yorke, in seguito Lord Chancellor.

### LaDivine Legation
Dopo la Alliance between Church and State, la sua opera successiva e più conosciuta, Divine Legation of Moses demonstrated on the Principles of a Religious Deist (1737–41, in due volumi), conserva il suo nome come l'autore del più audace e geniale dei paradossi teologici. I deisti aveva fondato sull'assenza di qualsiasi riferimento sulla dottrina della vita futura una opposizione all'autorità divina del testi mosaici. Warburton coraggiosamente ammise il fatto e lo rivolse contro gli avversari sostenendo che nessun legislatore umano avrebbe omesso tale sanzione della moralità.
La straordinaria potenza di Warburton, la dottrina e l'originalità furono riconosciute da tutte le parti, sebbene suscitasse censure e sospetto per una sua tendenza verso le presunte eresie di Conyers Middleton. Il librò sollevò molte controversie. In un pamphlet di "Remarks" (1742), replicò a John Tillard e Remarks on Several Occasional Reflections (1744–45) fu una risposta a Mark Akenside, Conyers Middleton (che era stato suo amico), Richard Pococke, Nicholas Mann, Richard Grey, Henry Stebbing e ad altri critici. Dato che descrisse i suoi oppositori come "mandria pestifero di scribacchini libertini con cui l'isola è invasa", non c'è da sorprendersi che il libro gli procurasse molti nemici acerrimi.
Si ritiene che la conoscenza di Warburton sull'antico Egitto abbia spianato la strada alle scoperte di Jean-François Champollion.

### Difesa di Pope
Sia che fosse in cerca di un paradosso, o non un grado di riconoscere le reali tendenze dell'Essay on Man di Alexander Pope, lo difese contro l'Examen di Jean Pierre de Crousaz, in una serie di articoli pubblicati come contributo a The Works of the Learned nel periodo 1738–9. Non è mai stato chiaro se Pope abbia veramente capito lo spirito del lavoro di Warburton, ma non c'è dubbio che fosse contento di avere un apologeta, e che il jeu d'esprit di Warburton nel lungo periodo abbia aiutato più di tutto la erudizione dello stesso Warburton. Ciò portò a una sincera amicizia tra lui e Pope, che persuase ad aggiungere un quarto volume al Dunciad, e lo incoraggiò a sostituire Colley Cibber a Theobald come "eroe" del poema nell'edizione del 1743, pubblicata a cura di Warburton. Alla sua morte nel 1744, Pope lasciò a Warburton metà della sua biblioteca e i diritti d'autore delle sue opere, di cui Warburton pubblicò una edizione nel 1751.

### Edizione di Shakespeare
Nel 1747 fu pubblicata la sua edizione di Shakespeare, che comprendeva materiale proveniente dalla precedente edizione di Pope. In precedenza aveva confidato a sir Thomas Hanmer note ed emendamenti, il cui uso non autorizzato sfociò in una animata controversia. Accusò anche Lewis Theobald, con cui aveva avuto una corrispondenza su temi shakespeariani già dal 1727, di rubare le sue idee, e ne contestò le capacità critiche.

### Opere tarde
Warburton fu in seguito impegnato a replicare agli attacchi al suo Divine Legation da tutte le parti, in una disputa con Bolingbroke a proposito del comportamento di Pope nel caso del libro Patriot King dello stesso Bolingbroke, e nella rivendicazione nel 1750 della presunta interruzione miracolosa della ricostruzione del tempio di Gerusalemme che era effettuata dall'imperatore Giuliano, in risposta a Conyers Middleton. Secondo l'edizione del 1911 della Encyclopædia Britannica "i modi di Warburton di trattare con gli avversari era sia insolente che rancoroso, ma non gli ha causato alcun danno".
Continuò a scrivere finché glielo permisero gli acciacchi dell'età, raccogliendo e pubblicando i suoi sermoni, e cercando di completare il Divine Legation, di cui ulteriori frammenti furono pubblicati con i suoi Works postumi. Scrisse una difesa della religione rivelate nel suo View of Lord Bolingbroke's Philosophy (1754), il testo Natural History of Religion di Hume a Warburton fece scrivere Remarks ... by a gentleman of Cambridge (1757), a cui collaborò il suo amico e biografo, Richard Hurd.
Nel 1762 lanciò un attacco vigoroso al metodismo sotto il titolo The Doctrine of Grace. Intraprese anche una controversia con Robert Lowth, futuro vescovo di Londra, a proposito del Libro di Giobbe, in cui Lowth si prese accuse di mancanza di dottrina e di insolenza, che non ammettevano smentite. La sua ultima azione importante fu trovare nel 1768 la Warburtonian lecture al Lincoln's Inn, "per dimostrare la verità della religione rivelata ... dal compimento delle profezie del Vecchio e del Nuovo Testamento che si riferiscono alla Chiesa cristiana, in particolare per l'apostasia della Roma papale".

## Morte
Warburton morì a Gloucester. Non lasciò figli, dato che il suo unico figlio era già morto. Nel 1781 la vedova, Gertrude, sposò il rev. Martin Stafford Smith.

## Pubblicazioni postume e biografie
I suoi lavori furono pubblicati in sette volumi (1788) dal vescovo Richard Hurd con una prefazione biografica, e la corrispondenza tra i due amici, un importante contributo alla storia della letteratura del periodo, uscì, a cura di Samuel Parr, nel 1808.
La biografia di Warburton fu scritta anche da John Selby Watson nel 1863 e Mark Pattison ne fece il soggetto di un saggio nel 1889'.